# Comutador de carga
Um comutador de carga, também conhecido como CDC ou OLTC (on load tap changer) é um equipamento utilizado em conjunto com transformadores de tensão para variar a relação de transformação destes sem que seja necessário o desligamento dos mesmos. Alguns comutadores operam somente sem carga, ou seja, é necessário que se desligue o transformador para que a relação de transformação seja alterada.
Estes equipamentos funcionam de forma eletromecânica, alterando a ligação dos enrolamentos do transformador de acordo com a solicitação de um operador. Esta solicitação pode ser elétrica através de um ponto remoto através de UTR´s - Unidades Terminais Remotas, elétrica através de um comando local ou automático, e até mesmo de forma manual através de uma manivela.